# Автобан A30 (Німеччина)
Федеральний автобан A30 (A30, нім. Bundesautobahn 30) —  автомагістраль у Німеччині, яка проходить у напрямку захід-схід, починаючись від голландського кордону до Бад-Ейнхаузена в Оствестфален-Ліппе. На кордоні є сполучення з голландською автомагістраллю A1, що робить A30 частиною важливого європейського сполучення Амстердам-Берлін-Варшава (європейський маршрут 30). У Німеччині він сполучає Нідерланди з Оснабрюком, Мінденом і Ганновером, а також Ганновер з Мюнстером.

## Маршрут

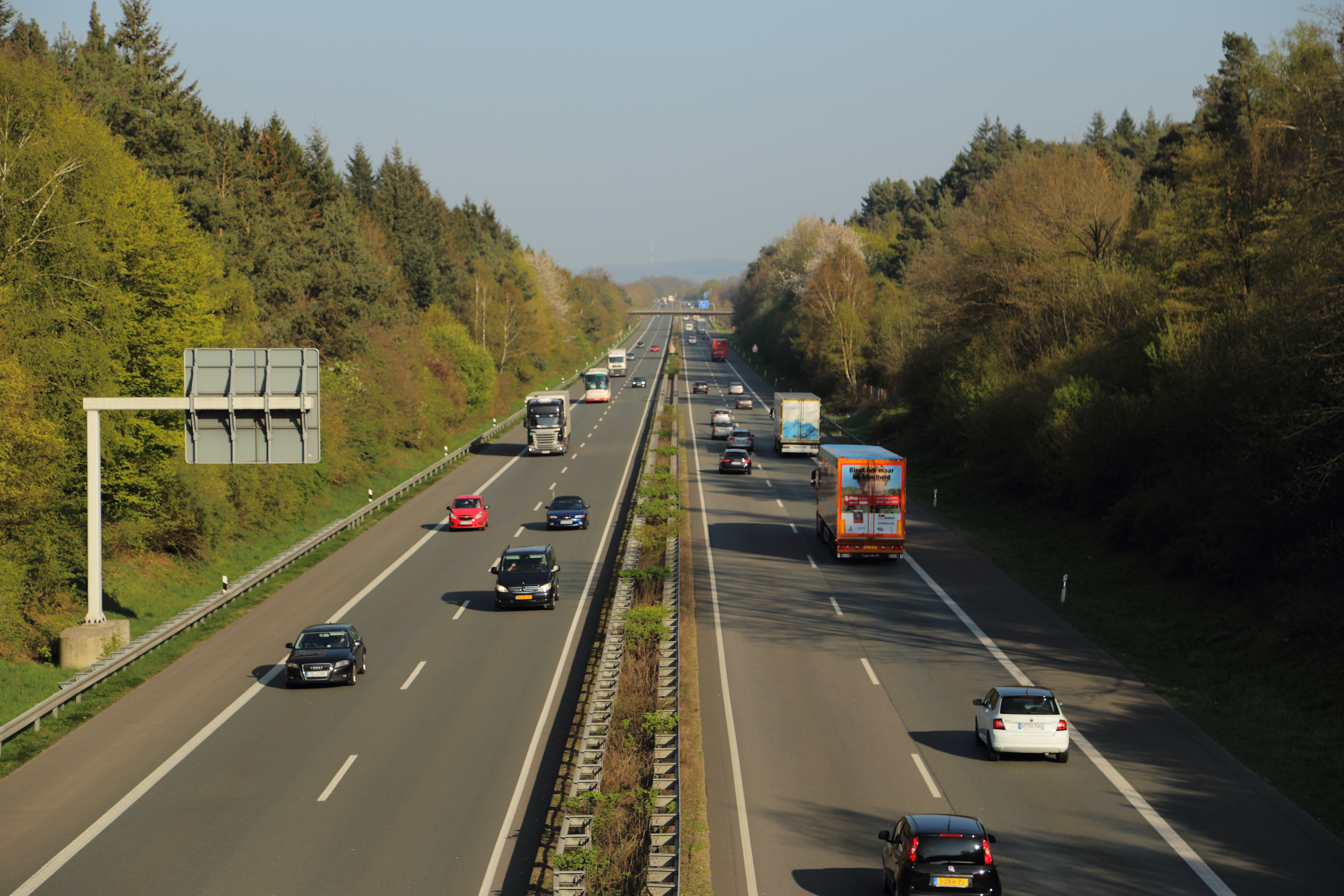
A30 через Тевтобурзький ліс біля Іббенбюрена (2015).

Як продовження голландської автомагістралі A1, A30 починається на німецько-голландському кордоні між Нордгорн і Бад-Бентгайм і, слідуючи своїм курсом на схід, спочатку перетинає A31 у Шютторф, так що пряме сполучення на південь до Рурського регіона і далі до Кельна, а також на північ у напрямку Емдена. Він продовжується повз Рейне та перетинає A1 на південний захід від Оснабрюка в землі Текленбургер біля Лотте, забезпечуючи сполучення на північ у напрямку Бремена (A1) і Ольденбурга (A 1 і A 29) і на південь у напрямку Мюнстера (А1). На південний схід від Оснабрюка A 30 перетинає A33, яка йде на північний схід, тимчасово вливаючись у B51, до Діпгольца і на південний схід до Білефельда. Приблизно за 50 кілометрів на схід A30 нарешті закінчується в Бад-Ейнхаузені з підключенням до A2, а потім повертає на B514 у напрямку Флото.